# Göthe Hedlund
Göthe Emanuel Hedlund (* 31. Juli 1918 in Orkesta; † 15. Dezember 2003 in Lidingö) war ein schwedischer Eisschnellläufer.

## Karriere
Bei den Olympischen Winterspielen 1948 in St. Moritz gewann Hedlund die Bronzemedaille über 5000 m. Über 1500 m belegte er den 8. Platz. Den Wettbewerb über 10.000 m musste er vorzeitig beenden.
Bei den Mehrkampf-Europameisterschaften wurde er 1946 Europameister. Allerdings wird dieser Wettkampf nur inoffiziell gewertet. 1947 und 1948 wurde er Vizeeuropameister.
Im Laufe seiner Karriere gewann er zwischen 1939 und 1950 insgesamt zwölf nationale Titel auf den Strecken über 1500 m, 3000 m, 5000 m und 10.000 m. Dabei ist zu berücksichtigen, dass in Schweden zwischen 1935 und 1962 keine Mehrkampfmeisterschaften ausgetragen wurden.

## Persönliche Bestzeiten
| Strecke  | Zeit        | Datum            | Ort        |
| -------- | ----------- | ---------------- | ---------- |
| 500 m    | 44,5 s      | 10. Februar 1951 | Davos      |
| 1000 m   | 1:31,2 min  | 2. Februar 1941  | Davos      |
| 1500 m   | 2:18,4 min  | 29. Januar 1948  | St. Moritz |
| 3000 m   | 4:52,0 min  | 31. Januar 1942  | Davos      |
| 5000 m   | 8:18,7 min  | 20. Januar 1951  | Oslo       |
| 10.000 m | 17:23,9 min | 6. Februar 1949  | Davos      |